# Чапчачи (Яшкульский район)
Чапчачи (калм. Чавчач) — исчезнувшее село в Яшкульском районе Калмыкии. Село располагалось на Прикаспийской низменности к северу от посёлка Яшкуль.

## История
Село Чапчачи возникло ещё в 19-м веке. Здесь располагался хурул рода Зюнгар Ики-Цохуровского улуса. Зюнгарский хурул был известен благодаря своему настоятелю Бакше Дангке. Багша умер в середине XIX века, однако его нетленое тело хранилось в хуруле вплоть до 1929 года, когда в рамках антирелигиозной кампании оно было вывезено из села.
В 1942 году  в этих местах шли тяжелые бои. Как рассказывают  старики, в одно утро пришли немецкие солдаты и всех жителей выгнали из их домов. Им пришлось  уйти  в соседнее село Чилгир. А на месте села  Чапчачи фашисты возвели укрепленную линию обороны, все дома разрушили, а на их месте построили блиндажи и выкопали окопы. Однако вскоре немцам пришлось отступить, однако село восстановлено было: в декабре 1943 года жители были депортированы в Сибирь. Многие из бывших жителей села оттуда не вернулись, а те, кому посчастливилось вернуться, уже не вернулись в родное село. Последний раз село Чапчачи отмечено на административной карте Ставропольского края 1958 года. 